# Горынин, Игорь Васильевич
И́горь Васи́льевич Горы́нин (10 марта 1926, Ленинград — 9 мая 2015, Санкт-Петербург) — советский и российский учёный. Действительный член Академии наук СССР (с 1984 года, с 1991 — Российской академии наук). Президент и научный руководитель ЦНИИ конструкционных материалов «Прометей». Один из признанных лидеров мирового материаловедческого сообщества. Лауреат Ленинской премии и двух Государственных премий РФ.

## Биография
В 1949 году окончил металлургический факультет Ленинградского политехнического института. После его окончания работал в ЦНИИ конструкционных материалов «Прометей». В 1958 году стал заместителем директора по науке, затем главным инженером, с 1977—2008 годы являлся генеральным директором организации. С 1990 по 1993 был сопредседателем Фонда возрождения Ленинграда. С 2008 года перешёл на должности президента и научного руководителя института.
В 1979 году избран членом-корреспондентом Академии наук СССР, а в 1984 — действительным членом. Входил в совет старейшин Российской инженерной академии. Почётный член Международной инженерной академии.
Являлся президентом Материаловедческого общества России, входил в Международный Союз материаловедческих обществ.
Соавтор свыше 500 опубликованных научных работ, в том числе, 8 монографий и 222 изобретений.
Избирался народным депутатом СССР от Союза научных и инженерных обществ (1989—1991)
Жил на даче в Комарово и похоронен на Комаровском кладбище.

## Память
- Постановлением Губернатора Санкт-Петербурга от 18 февраля 2016 года № 12-пг ЦНИИ конструкционных материалов «Прометей» присвоено имя И. В. Горынина.

## Научные достижения
Создатель крупной научной материаловедческой школы в области разработки высокопрочных свариваемых конструкционных материалов. Специалист в области материаловедения, металлургии и сварки, конструктивно-технологической прочности материалов и надежности конструкций. Автор практических работ  в области высокопрочных алюминиевых сплавов.
Автор фундаментальных работ по методам легирования, фазовых превращений, особенностей формирования дислокационной структуры и физических основ прочности и пластичности материалов, явившиеся научной основой создания широкого спектра высокопрочных свариваемых коррозионно-стойких сталей, титановых и алюминиевых сплавов. На этой базе была создана большая группа высокопрочных свариваемых сталей. Из этих материалов построены атомные ледоколы («Ленин», «Арктика», «Россия», «Таймыр», «Вайгач» и другие), уникальные плавучие, самоподъемные и стационарные буровые платформы для разведки и добычи нефти и газа на континентальном шельфе России. Благодаря сплавам с высокой удельной прочностью были созданы суда типа «Метеор», «Чилим», «Зубр» и другие.
Его научные разработки внесли вклад в разработки наноматериалов и нанотехнологий, композиционных и функциональных материалов.

## Награды и звания
- Ленинская премия (1963);
- Государственная премия СССР (1974);
- две Государственных премии РФ (1994, 2005);[6]
- два ордена Трудового Красного Знамени (1959, 1970);
- орден Ленина (1981);
- орден Октябрьской Революции (1986);
- ордена «За заслуги перед Отечеством» II (2002)[7] и III (1996)[8] степени;
- орден Почёта (2010);[9]
- орден святого благоверного князя Даниила Московского II степени;
- бельгийско-испанский Крест Командора;
- премия им. П. П. Аносова;
- Золотая медаль им. Д. К. Чернова.
- почётный доктор НИЦ «Курчатовский институт»

## Основные работы
- Металлография судостроительных материалов. — ЦНИИ «Румб», 1976;
- Конструкционные материалы АЭС. — М.: Энергоатомиздат, 1984;
- Титан в машиностроении. — М.: Машиностроение, 1990;
- Принципы легирования, термическая обработка и физические основы создания радиационной стали. — М., 1991;
- Radiation Damage of Nuclear Power Plant Pressure Vessel Steels. American Nuclear Society, Illinois, USA 1997;
- Размышления с оптимизмом. — СПб.: Издательство Политехнического университета, 2014[10].